# Stormast

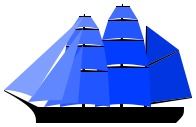
Tremastat skepp (bark) med, framifrån, fockmast, stormast, och mesanmast.

Stormast är den högsta masten på flermastade segelfartyg, den med störst segelyta eller då riggen är identisk på flera master (såsom ofta på flermastade skonare) masten som traditionellt är stormast i riggtypen. I allmänhet är stormasten antingen den förligaste masten (ketch, yawl) eller den nästförligaste masten (de flesta andra fartygstyper). Stormasten kan ha väsentligt fler eller större segel än övriga master, men behöver inte ha det.